# 日本基督一致教会
日本基督一致教会（にほんキリストいっちきょうかい、英語：the United Church of Christ in Japan）は、日本にかつて存在した改革派教会・長老派教会。

## 信仰告白
ハイデルベルク信仰問答、ウェストミンスター信仰基準、ウェストミンスター小教理問答、ドルト信仰基準を信仰告白とした。

## 歴史
日本基督公会を継承し、1877年10月3日に設立された。教会9、会員623名、教職志願者25名。1879年12月24日の朝に植村正久が、昼に井深梶之助が、夜に田村直臣が按手礼を受け牧師となった。日本の黎明期プロテスタントの指導者を輩出した。
長老制を採り、中会の権限が強かった。戒規を厳正に行う教会であった。日曜日を安息日として守り、これを怠ることも戒規理由となった。
日本基督一致教会は1890年に成立の日本基督教会に継承されたが、日本基督一致教会の厳格な信条主義に対し、日本基督教会は簡易信条主義である。公会主義の支持者からは、この日本基督一致教会で公会主義が後退したとみなされている。

## 参加教会

### 日本基督公会
- 横浜海岸教会（横浜公会）
- 東京新栄教会（東京公会）
- 信州上田教会
- 肥前長崎教会

### 日本長老公会
- 東京住吉町教会（横浜第一長老教会）
- 東京芝霜月教会（東京第一長老教会）
- 下総法典教会
- 東京品川教会
- 下総大森教会